# 藤井忠俊
藤井 忠俊（ふじい ただとし、1931年4月25日 - 2018年1月24日）は、日本近代史研究家。

## 略歴
山口県山口市生まれ。早稲田大学法学部卒。専攻は日本近現代史・民衆史。『季刊現代史』主宰、駿河台大学講師などを務めた。妻は松本清張記念館名誉館長の藤井康栄。
2018年1月24日午前10時35分、急性心不全のため、東京都内の病院で死去。86歳没。

## 著書
- 『国防婦人会 日の丸とカッポウ着』岩波新書 1985
- 『兵たちの戦争 手紙・日記・体験記を読み解く』朝日選書 2000
- 『「黒い霧」は晴れたか 松本清張の歴史眼』窓社 2006
- 『在郷軍人会 良兵良民から赤紙・玉砕へ』岩波書店 2009

### 共編
- 『戦いと民衆』 (人類にとって戦いとは）新井勝紘共編 東洋書林 2000